# Ergnies
Ergnies – miejscowość i gmina we Francji, w regionie Hauts-de-France, w departamencie Somma.
Według danych na rok 2011 gminę zamieszkiwały 204 osoby, a gęstość zaludnienia wynosiła 104 osoby/km² (wśród 2293 gmin Pikardii Ergnies plasuje się na 883. miejscu pod względem liczby ludności, natomiast pod względem powierzchni na miejscu 1123.).